# Paulo Vitor Barreto
Paulo Vitor Barreto de Souza (Rio de Janeiro, 12 luglio 1985) è un ex calciatore brasiliano, di ruolo attaccante.

## Caratteristiche tecniche
Era un attaccante che prediligeva il piede destro, tecnicamente molto dotato, abile nell'uno contro uno e con un'ottima visione di gioco, nonché di grande velocità. La sua carriera è stata costellata da numerosi gravi infortuni.

## Carriera

### Club

#### Treviso e Milan
Cresciuto calcisticamente nelle giovanili del Treviso (i cui osservatori l'avevano scoperto in Brasile all'età di 13 anni), nel 2002 viene ceduto in prestito al Milan, dove viene aggregato alle formazione Allievi. Con la formazione rossonera partecipa e vince al Torneo Città di Arco, battendo in finale la Fiorentina.
Tornato a Treviso, viene aggregato in prima squadra per la stagione 2003-2004, in Serie B. In squadra con attaccanti come Reginaldo, Massimo Ganci e Luigi Anaclerio, totalizza 7 presenze.
Ha giocato nel Treviso, in Serie B, nel 2004-2005, segnando 12 reti e conquistando la promozione (la prima in Serie A per la società veneta). Nella stessa stagione, il 2004-2005, nella gara contro il Bari (sua futura squadra), in un duello aereo con Michele Anaclerio l'attaccante brasiliano cadde rovinosamente per terra sbattendo la schiena, riportando un trauma distorsivo del rachide cervicale; non ci furono lesioni permanenti. Questo infortunio non gli permise di giocare la semifinale di play-off con il Treviso, gara poi persa contro il Perugia per 0-1 in casa e 2-0 in Umbria.

#### Udinese
Nel 2005-2006 è passato all'Udinese. Con i friulani esordisce in Serie A il 28 agosto 2005 in Udinese-Empoli 1-0 subentrando al 66' al posto di Antonio Di Natale. Il primo gol nella massima serie arriva il 27 novembre 2005 in Parma-Udinese 1-2 dove è decisivo per la vittoria con una doppietta. Nella prima stagione colleziona un totale di 4 gol in 27 partite di campionato, uno nei preliminari di Champions League (contro lo Sporting Lisbona) e 2 in Coppa UEFA (doppietta ai francesi del Lens).
Nel suo secondo anno in maglia bianconera segna altri 4 gol in Serie A in 26 partite; in entrambe le stagioni in cui ha militato con l'Udinese la squadra ha conquistato il decimo posto in classifica.

#### Ritorno al Treviso
Nell'estate del 2007 Barreto torna al Treviso con la formula del prestito con diritto di riscatto, non prima di aver prolungato il contratto con i friulani sino al 2012, e segna 14 gol in 32 partite nel campionato di Serie B.

#### Bari
Il 24 luglio 2008 passa al Bari in prestito per la stagione sportiva 2008-2009. Il 21 aprile 2009, in occasione della partita di campionato Ancona-Bari, ha messo a segno la sua prima tripletta nei campionati italiani, arrivando a un totale di 23 marcature nella stagione 2008-2009 del campionato di Serie B.
Il 3 luglio 2009 Bari e Udinese raggiungono l'accordo per sancire la permanenza della punta brasiliana in biancorosso tramite la formula del prestito oneroso. Il primo gol in Serie A con il Bari lo sigla in Bari-Atalanta (4-1) del 20 settembre 2009. A fine stagione è il capocannoniere della formazione biancorossa con 14 reti segnate, di cui 9 in 8 partite consecutive dalla 15-esima alla 22-esima giornata.
Il 25 giugno 2010 il Bari raggiunge un accordo con l'Udinese per l'acquisto dell'intero cartellino della punta brasiliana e la cessione, contemporanea, della metà alla stessa Udinese. Nella stagione 2010-2011 realizza 4 gol, patendo però numerosi problemi fisici. A campionato concluso lascia Bari.

#### Ritorno all'Udinese, Torino e Venezia
Il 24 giugno 2011 viene riscattato dall'Udinese e nelle successive due stagioni gioca 12 partite in totale con i friulani.
Coinvolto nell'indagine per frode sportiva attorno allo scandalo calcioscommesse 2011, in relazione a partite truccate durante la sua militanza al Bari, il 5 luglio 2013 patteggia 3 mesi e 10 giorni di squalifica, più un'ammenda di 10.000 euro, per omessa denuncia.
Scaduta la squalifica, il 17 gennaio 2013 il Torino acquista il calciatore in compartecipazione per 1,8 milioni dall'Udinese. Qui ritrova Gian Piero Ventura, che era già stato suo allenatore al Bari. Esordisce in maglia granata il 20 gennaio nella trasferta di Pescara vinta dal Torino per 2-0. Segna il suo primo goal col Torino il 30 marzo nel posticipo contro il Napoli giocato all'Olimpico ritornando così al goal. Si ripete nella sfida esterna contro il Bologna la settimana successiva, siglando il gol del momentaneo 0-1. Conclude la stagione con 16 presenze e 3 gol e il 19 giugno seguente viene rinnovata la comproprietà tra la società friulana ed il Torino. Il 20 giugno 2014 il Torino riscatta l'intero cartellino del giocatore brasiliano dopo l'apertura delle buste.
Dopo tre stagioni sempre costellate da infortuni, il 30 giugno 2015 non rinnova il contratto coi granata e il 4 settembre 2015 firma per il Venezia, appena rifondato in Serie D. La permanenza in laguna si conclude il 17 dicembre 2015.

#### Gozzano
Dopo quattro anni di lontananza dall'agonismo (nel corso dei quali continua comunque ad allenarsi), il 15 luglio 2019 viene convocato al raduno del Gozzano; fa il suo esordio con la squadra piemontese domenica 4 agosto, in occasione della partita di Coppa Italia Serie C contro il Renate. Il 23 agosto viene messo sotto contratto dalla società rossoblù.
Il 17 novembre, in occasione dell'incontro Gozzano-Pro Patria, è costretto ad uscire anzitempo dal rettangolo di gioco a causa della rottura del crociato, infortunio che lo costringe a terminare in anticipo la stagione. Il 1º febbraio 2020 rescinde il contratto coi cusiani.

## Statistiche

### Presenze e reti nei club
| Stagione        | Squadra         | Campionato      | Campionato | Campionato | Coppe nazionali | Coppe nazionali | Coppe nazionali | Coppe europee | Coppe europee | Coppe europee | Altre coppe | Altre coppe | Altre coppe | Totale | Totale | Totale |
| Stagione        | Squadra         | Comp            | Pres       | Reti       | Comp            | Pres            | Reti            | Comp          | Pres          | Reti          | Comp        | Pres        | Reti        | Pres   | Reti   |        |
| --------------- | --------------- | --------------- | ---------- | ---------- | --------------- | --------------- | --------------- | ------------- | ------------- | ------------- | ----------- | ----------- | ----------- | ------ | ------ | ------ |
| 2003-2004       | Treviso         | B               | 8          | 0          | CI              | 0               | 0               | -             | -             | -             | -           | -           | -           | 8      | 0      |        |
| 2004-2005       | Treviso         | B               | 25         | 14         | CI              | 1               | 0               | -             | -             | -             | -           | -           | -           | 25     | 14     |        |
| 2005-2006       | Udinese         | A               | 27         | 6          | CI              | 3               | 0               | UCL+CU        | 5+3           | 1+2           | -           | -           | -           | 38     | 7      |        |
| 2006-2007       | Udinese         | A               | 26         | 5          | CI              | 0               | 0               | -             | -             | -             | -           | -           | -           | 26     | 4      |        |
| 2007-2008       | Treviso         | B               | 32         | 17         | CI              | 1               | 0               | -             | -             | -             | -           | -           | -           | 33     | 17     |        |
| Totale Treviso  | Totale Treviso  | Totale Treviso  | 65         | 31         |                 | 2               | 0               |               | -             | -             |             | -           | -           | 67     | 31     |        |
| 2008-2009       | Bari            | B               | 32         | 23         | CI              | 2               | 2               | -             |               | -             | -           | -           | -           | 34     | 25     |        |
| 2009-2010       | Bari            | A               | 31         | 14         | CI              | 0               | 0               | -             | -             | -             | -           | -           | -           | 31     | 14     |        |
| 2010-2011       | Bari            | A               | 13         | 4          | CI              | 0               | 0               | -             | -             | -             | -           | -           | -           | 13     | 4      |        |
| Totale Bari     | Totale Bari     | Totale Bari     | 76         | 41         |                 | 2               | 2               |               | -             | -             |             | -           | -           | 78     | 43     |        |
| 2011-2012       | Udinese         | A               | 7          | 1          | CI              | 0               | 0               | UCL+UEL       | 0+1           | 0             | -           | -           | -           | 8      | 0      |        |
| 2012-gen. 2013  | Udinese         | A               | 4          | 1          | CI              | 0               | 0               | UCL+UEL       | -             | -             | -           | -           | -           | 4      | 0      |        |
| Totale Udinese  | Totale Udinese  | Totale Udinese  | 64         | 13         |                 | 3               | 0               |               | 9             | 3             |             | -           | -           | 76     | 16     |        |
| gen.-giu. 2013  | Torino          | A               | 16         | 3          | CI              | -               | -               | -             |               | -             | -           | -           | -           | 16     | 3      |        |
| 2013-2014       | Torino          | A               | 11         | 0          | CI              | 0               | 0               | -             | -             | -             | -           | -           | -           | 11     | 0      |        |
| 2014-2015       | Torino          | A               | 1          | 0          | CI              | 0               | 0               | UEL           | 5             | 1             | -           | -           | -           | 6      | 1      |        |
| Totale Torino   | Totale Torino   | Totale Torino   | 28         | 3          |                 | 0               | 0               |               | 5             | 1             |             | -           | -           | 33     | 4      |        |
| lug.-dic. 2015  | Venezia         | D               | 5          | 0          | CI-D            | 1               | 1               |               |               |               | -           | -           | -           | 6      | 1      |        |
| 2019-2020       | Gozzano         | C               | 4          | 0          | CI-C            | 1               | 0               |               |               |               | -           | -           | -           | 5      | 0      |        |
| Totale carriera | Totale carriera | Totale carriera | 242        | 93         |                 | 9               | 3               |               | 14            | 4             |             | -           | -           | 265    | 93     |        |

## Palmarès

### Club

#### Competizioni nazionali
- Campionato italiano di Serie B: 1

Bari: 2008-2009